# 肅蛺蝶屬
肅蛺蝶屬（Commodores，學名：Sumalia）是線蛺蝶亞科裡的一屬。包含4個物種，分佈於東洋界。翅膀下有黑斑，棕色和白色的帶狀紋。楊柳科為其寄主植物。